# Strangeways, Here We Come
Strangeways, Here We Come è il quarto ed ultimo album in studio della band inglese The Smiths, pubblicato il 28 settembre 1987 dalla Rough Trade.
Il disco raggiunse la posizione numero 2 nella classifica inglese e la 55 in quella statunitense.

## Realizzazione
Gli Smiths registrano il loro ultimo album presso gli studi Wool Hall a Bath, nella primavera del 1987. Nonostante i dissidi interni al gruppo, le session si svolsero in un'atmosfera serena che lo stesso Andy Rourke ricorda come "il momento migliore che noi quattro abbiamo mai trascorso in uno studio insieme. La pressione era davvero tanta per Johnny (Marr, ndr) e Morrissey, perché tutti si aspettavano che scrivessero un album migliore di The Smiths, The Queen Is Dead o Meat Is Murder, migliore di tutti i precedenti. Doveva essere il miglior album mai scritto dagli Smiths." (Mike Joyce intervistato da Select, 1993)
"Strangeways risulta sofferente perché è stato il nostro ultimo disco e così la gente pensa che ci siano state discussioni ed irrequietudini nel registrarlo, ma non ce ne furono. Morrissey e io pensiamo che sia forse il nostro miglior album...Ha dei momenti come Last Night I Dreamt. L'ultima volta che ho incontrato Morrissey mi ha detto che era la sua canzone preferita degli Smiths. E potrebbe aver ragione. Negli ultimi anni ho sentito Girlfriend in a Coma nei negozi e nelle automobili della gente e mi sono sempre sorpreso da quanto suona bene." (Johnny Marr intervistato da Select, 1993)
Musicalmente il gruppo è quindi determinato nell'allontanarsi dal tipico sound jingle-jangle che aveva caratterizzato un po' tutti i lavori precedenti per cercare influenze diverse e sperimentare nuove strade, come dimostra il fatto che vengono introdotti nuovi strumenti quali il sassofono, arrangiamenti d'archi e drum machine. Soprattutto Marr era "fermamente convinto che (il gruppo, ndr) non avrebbe dovuto ripetere un qualsiasi tipo di formula" soprattutto riferendosi, ad esempio, a certi lavori dei Beatles "sapevo che c'era un aspetto dell'atmosfera del White Album che poteva riguardarci musicalmente. Volevo cambiare pelle e trovare una direzione diversa".
Nel segno di questa ricerca musicale, Strangeways, si segnala anche come l'unico album degli Smiths in cui Morrissey, oltre che al canto, si impegna nel suonare uno strumento musicale, ovvero il pianoforte in Death of a Disco Dancer.
"Strangeways perfeziona ogni nozione lirico e musicale che gli Smiths abbiano mai avuto. Non è drammatico né ossessivamente diverso in alcun modo e sono abbastanza contento della cosa, ma senza rimpiangere la struttura che abbiamo avuto fino ad ora. È di gran lunga il miglior disco che abbiamo mai fatto. Mi aspetto che tra qualche tempo, a mente fredda dopo Strangeways, ci sia un certo tipo di ripensamento, perché non possiamo andare avanti per sempre nella nostra forma attuale. Inevitabilmente alcuni aspetti della band potrebbero diventare ambigui, quindi un leggero riassestamento dovrà essere fatto e penso che ora è assolutamente il momento giusto per farlo. Quando qualcosa diventa troppo facile ed è tutto predisposto per te, ci si ritrova spogliati della gioia di vincere. Quando non ci sarà più bisogno di combattere, sarà il momento di tirare giù le serrande sugli Smiths ". (Morrissey intervistato da Melody Maker, 1987)
Tutti i componenti della band hanno anche decretato Strangeways, Here We Come come il loro album preferito. "Io (Morrissey, ndr) e Marr lo diciamo spesso. Allo stesso tempo. Nel nostro sonno. Ma in letti diversi."

## Contenuti

### A Rush and a Push and the Land Is Ours
Morrissey inizia l'album presentandosi come the ghost of Troubled Joe (citazione tratta da Carry On Jack, film del 1963 diretto da Gerald Thomas) per poi raccontarci dei suoi viaggi mistici (I travelled to a mystical time zone) alla ricerca di serenità, dopo l'ennesima storia d'amore fallita e del padre che prova a riportarlo sulla terra (They said: "There's too much caffeine / In your blood stream / And a lack of real spice in your life). Con questo testo, il cantante, torna ad affrontare uno dei suoi temi preferiti, quello del trionfo dei deboli e disadattati nei confronti della gente cosiddetta normale.

### I Started Something I Couldn't Finish
In questo testo, come in alcuni ultimi singoli della band, Morrissey riflette sulla quasi ormai certa fine della sua avventura con gli Smiths ed in particolare con l'amico (oramai nemico) Johnny Marr (I doused our friendly venture / With a hard-faced) deluso e amareggiato per il fallimento di qualcosa che (appunto) ha iniziato ma che non riesce a portare a termine (I started something / I forced you to a zone / And you were clearly never meant to go) e di cui non è neanche più sicuro di volere (I started something / And now I'm not too sure) una sorta di sconfitta e di fallimento che si ripropone nella vita del cantante e che, evidentemente, non riesce ad evitare (Typical me / Typical me / Typical me).
Il brano presenta un outtake, verso la fine della traccia, in cui si riesce a sentire la voce di Morrissey che chiede Okay Stephen (Street, il produttore, ndr) shall we do that one again? ("dobbiamo farla di nuovo?").

### Death of a Disco Dancer
Un testo amaro e sarcastico sulla morte, non molto interessante come evento secondo il protagonista, di un assiduo frequentatore di discoteche (The death of a Disco dancer / Well, it happens a lot 'round here), anche se, al contrario di quanto si possa pensare, non è direttamente riferito ai rave party o all'ecstasy, visto che il brano venne scritto nel 1987, qualche tempo prima del boom della musica acid-house in Inghilterra.
Dal punto di vista musicale, Death of a Disco Dancer, rimane agli annali come il solo brano degli Smiths in cui Morrissey suona uno strumento musicale, il piano, commentando in seguito la sua performance con un caustico "Sono soltanto caduto sopra un pianoforte ed ho cominciato a sbatterci sopra le mani".

### Girlfriend in a Coma
"Quel brano venne fuori dall'amore mio e di Morrissey per Young, Gifted And Black di Bob Andy e Marcia Griffiths-" ricorda Johnny Marr "Entrambi lo adoravamo. Così Girlfriend In A Coma cercava di catturare quello spirito. Se si ascoltano le parti degli archi su entrambe le canzoni è possibile accorgersene."
Nel testo, Morrissey, narra di una ragazza costretta in ospedale dopo un terribile incidente, derisa dai commenti sarcastici del suo fidanzato, nonché protagonista della lirica (Girlfriend in a coma I know / I know it's really serious / There were times when I could have 'murdered' her / But you know, I would hate anything / To happen to her), che nel drammatico finale del brano saluta la sventurata con un ultimo (ironico) addio (Let me whisper my last goodbyes /  I know it's serious).

### Stop Me If You Think You've Heard This One Before
Presunti riferimenti nel testo ad assassinii di massa, pare fossero la causa della mancata pubblicazione del brano come singolo nel Regno Unito, soprattutto dopo che, nell'agosto del 1987, proprio a ridosso dell'uscita dell'album, un folle armato di mitra aveva aperto il fuoco sulla gente che popolava il mercato nel piccolo villaggio di Hungerford, uccidendo dodici persone e ferendone un'altra ventina, prima di togliersi la vita. Il singolo venne comunque pubblicato nel resto d'Europa, oltre che negli Stati Uniti, Australia e Giappone.
"L'etichetta disse che la gente avrebbe istantaneamente collegato il brano con quello che era successo a Hungerford e che questo avrebbe spinto migliaia di persone ad uscire e a comprare mitragliatrici per uccidere i propri nonni". (Morrissey intervistato da NME, 1988)

### Last Night I Dreamt That Somebody Loved Me
Quello che sarà l'ultimo singolo ufficiale degli Smiths, si apre con un intro di due minuti di note di pianoforte, confuse tra il rumore di folla schiamazzante, prima che la band si lanci in uno dei brani più tormentati e cupi della loro discografia: cinque minuti di disperazione e angoscia musicale che rendono bene l'immagine della fine della storia del gruppo e, soprattutto, la stanchezza e il disagio dovuta all'ormai completo deterioramento del rapporto tra Morrissey e Marr.
Un vortice di chitarre ed effetti che avvolge l'ascoltatore in uno scenario di tensione emotiva crescente, mitigata dalla sola voce di Morrissey che, man mano, si dissolve in ottave più alte, quasi fino ad esaurire il fiato stesso nel cantare un testo che descrive tutta la sua delusione per questo epilogo (Last night I dreamt / That somebody loved me / No hope no harm / Just another false alarm) e tutto il tormento del cantante per un connubio artistico che nei suoi propositi iniziale sembrava perfetto e destinato a non dover terminare mai (So tell me how long / Before the last one? / And tell me how long / Before the right one?) ma che alla fine si rivela un fallimento che si ripropone a lui come già in passato aveva vissuto nei confronti di un qualcosa che aveva amato profondamente (This story is old, i know / But it goes on).

### Unhappy Birthday
Uno dei brani più deboli dell'album (e forse di tutta la produzione discografica del gruppo) che non soddisfaceva lo stesso Marr, il quale sentiva che il testo non corrispondesse alla forza melodica del pezzo. Una canzone minore ma estremamente crudele, basata sulla ricorrente tematica del sedotto e abbandonato (Loved and lost and some may say / when usually it's nothing surely you're happy it should be this way), il quale trova il modo di ripagare con la stessa moneta l'artefice della sua attuale condizione di solitudine, augurandogli un infelice compleanno (I've come to wish you an unhappy birthday), per poi ritornare ad una malvagia personificazione della colpa (Because you're evil) e svelare infine i veri crudeli sentimenti (And if you should die / I may feel slightly sad / But I won't cry!).

### Paint a Vulgar Picture
Il brano è un vero e proprio atto d'accusa al music business e un duro attacco rispetto allo sfruttamento del successo della band, alle insensate strategie di marketing (Re-issue! Re-package! Re-package! / Re-evaluate the songs / A double-pack with a photograph), tratteggiati da Morrissey in maniera divertente e crudele. Il testo descrive una stella mancata (a dead star), che raggiunge fama e successo solo dopo la sua morte, con grande piacere della casa discografica (At the record company meeting) e dei suoi squallidi dirigenti, felici di liberarsi at last! di una dead star!. Il protagonista è un fan (I touched you at the soundcheck), che però viene descritto con sentimenti contrastanti rispetto a quanto accade al suo idolo, il quale, ha finalmente ottenuto il riconoscimento da parte del pubblico passando attraverso diverse vicissitudini (Sadly, this was your life / But you could have said no, if you'd wanted to / You could have said no, if you'd wanted to) ma da cui deve infine separarsi (But me and my true love / We'll never meet again).
Come per il testo della canzone omonima anche in questo brano, Morrissey, riutilizza un famoso commento attribuito a Geoff Travis, manager della Rough Trade You Just Haven't Earned It Yet, Baby. "Chiaramente Geoff era fermamente contrario a questo brano", ebbe a dire Morrissey "perché credeva che fosse una lettera personale a lui indirizzata."
Nel 1988, intervistato dal giornalista Len Brown del NME, alla domanda se Paint A Vulgar Picture fosse un attacco alla Rough Trade, Morrissey dichiarò "No, non si trattava della Rough Trade. Quindi sono rimasto un po' confuso quando Geoff Travis, il big boy della Rough Trade, l'ha disprezzata e ha fatto dichiarazioni a mezzo stampa al riguardo. Era riferita all'industria della musica in generale, su praticamente chiunque è morto lasciandosi dietro a sé quel frenetico mondo di fanatici che strapazza la gente. Billy Fury, Marc Bolan ..."

### Death at One's Elbow
Il titolo della canzone è tratto dalle note del diario del drammaturgo inglese Joe Orton, morto assassinato dal suo amante, Kenneth Halliwell, che lo colpì con nove martellate alla testa per poi si suicidarsi, nell'agosto del 1967. L'espressione Death at One's Elbow (morte a portata di mano) è annotata nella pagina del giorno prima del funerale della madre di Orton (As the corpse is downstairs in the main living room, it means going out or watching television with death at one's elbow).
Il testo stesso si riferisce al giorno dell'uccisione di Orton (Ooh Glenn / don't come to the house tonight / because there's somebody here / Who'll take a hatchet to your ear) e alla sua relazione omosessuale (Don't come to the house tonight, oh Glenn / Because there's somebody here / Who really really loves you, oh Glenn), con la sua solita ironica enfatizzazione nella descrizione dei sentimenti e delle relazioni interpersonali.

### I Won't Share You
È stranamente profetico che questo testo sia quello finale, che chiude l'ultimo album della band, prima della definitiva rottura. Il testo si presta comunque a tante interpretazioni diverse e naturalmente, in primo luogo, ha tutte le sembianze di un addio per l'amico Johnny Marr (I won't share you / With the drive / And ambition / The zeal I feel) ma anche un arrivederci visto che, nonostante i disaccordi dell'ultima parte di carriera della band, il chitarrista non potrà mai non avere un posto speciale nel cuore di Morrissey (I'll see you sometime / I'll see you somewhere / Darling). Anche una punta di gelosia traspare dalla lirica, come se Morrissey fosse davvero infastidito del fatto che Marr avrebbe potuto continuare anche con altri musicisti (I want the freedom and I want the guile).
Un'altra interpretazione è riportata da Simon Goddard, nel suo The Smiths: Songs That Saved Your Life: "Per iniziare, c'è un indizio nel primo versetto in cui Morrissey stabilisce un genere (The note I wrote / As she read) che però potrebbe ovviamente essere una falsa pista. Fino a quando, cioè, si considera una rara nota di copertina che Morrissey ha scritto nell'inverno del 1985 per una raccolta dei Ludus, la band della sua amica Linder Sterling. L'album, previsto in uscita per l'etichetta belga Crepuscule, è poi stato annullato. Il testo, dunque, non è mai stato reso pubblico. Ma visto nel contesto di I Won 'Share t You, scritta diciotto mesi più tardi, la sua ultima frase sembra quasi una rivelazione Oh Linder. Oh Linder. I will see you sometime, somewhere."

## Titolo e copertina
La copertina, progettata ancora una volta da Morrissey, è tratta da una scena del film La valle dell'Eden e raffigura l'attore Richard Davalos, nonno dell’attrice Alexa Davalos, famosa per la nota serie TV The Man in the High Castle. 
Nell'originale della foto Davalos sta guardando James Dean, personaggio per il quale Morrissey nutriva un vero e proprio culto, tanto da dedicargli un libro intitolato James Dean is Not Dead.
Sul vinile è incisa la frase: GUY FAWKES WAS A GENIUS. Fawkes è un personaggio noto nel Regno Unito per aver fatto parte, nel 1605, di un gruppo di cospiratori cattolici che tentarono di assassinare il re Giacomo I d'Inghilterra e tutti i membri del Parlamento inglese. Scoperti ed arrestati, furono poi tutti impiccati, poi decapitati ed infine squartati.
L'album prende il titolo dalla prigione di massima sicurezza di Manchester che, fino a quando non fu ricostruita, a seguito di un importante sommossa nel 1990, era conosciuta come Strangeways Prison. Intervistato sul perché del titolo, Morrissey rispose: "Perché il modo in cui le cose stanno andando, non sarei sorpreso se fossi in prigione fra 12 mesi. Veramente è come se alzassi entrambe le braccia verso il cielo gridando whatever next?. Strangeways (la prigione, ndr), naturalmente, è un orribile e mostruoso carcere vittoriano da 88 persone a cella. Non ho alcun crimine particolare in mente ma è così facile essere un criminale al giorno d'oggi che non dovrei guardare molto lontano. La vita è così strana che sono sicuro che potrei gestire la cosa senza troppe difficoltà." (Morrissey intervistato da Melody Maker, 1987)
"Ho imparato ad amare il titolo" disse Johnny Marr "Era un po' ovvio, ma va bene. Sono sempre stato incuriosito dalla parola Strangeways. Mi ricordo da bambino, quando ho sentito che la prigione era chiamata davvero così, mi chiedevo perché non fosse venuto in mente a qualcuno di cambiare il nome".

## Tracce
1. A Rush and a Push and the Land Is Ours – 3:00
2. I Started Something I Couldn't Finish – 3:47
3. Death of a Disco Dancer – 5:26
4. Girlfriend in a Coma – 2:03
5. Stop Me If You Think You've Heard This One Before – 3:32
6. Last Night I Dreamt That Somebody Loved Me – 5:03
7. Unhappy Birthday – 2:46
8. Paint a Vulgar Picture – 5:35
9. Death at One's Elbow – 1:58
10. I Won't Share You – 2:48

Tutte le canzoni scritte e prodotte da Morrissey/Marr.

## Formazione
- Morrissey - voce, piano in "Death of a Disco Dancer"
- Johnny Marr - chitarra
- Andy Rourke – basso
- Mike Joyce - batteria
- Stephen Street – drum machine